# Husice andská
Husice andská (Chloephaga melanoptera) je středně velký druh vrubozobého ptáka. Vyskytuje se v Andách v Jižní Americe. Obvykle je řazena do rodu Chloephaga, existují ale názory, že by měla být přeřazena do rodu Neochen.

## Popis
Husice andská je zbarvená do bíla, s výjimkou křídel a ocasu. Primární letky na křídlech jsou zbarveny do fialovo-černa. Ocas je také černé barvy. Zobák je růžový s černým lemováním. Oči jsou tmavě hnědé a jsou lemované červeným kruhem, nohy jsou zbarvené do červena. Délka těla je 70 – 80 cm. Ve zbarvení peří není mezi samci a samicemi žádný pohlavní dimorfismus. Samci váží 2,7 – 3,6 kg, samice jsou pak menší.

## Rozšíření a habitat
Obývají močály a jezera ve vysokých Andách, obvykle vysoko nad 3000 metrů nad mořem. Vyskytuje se v blízkosti travních porostů. V zimě sestupují do nížin. Husice andské nalezneme od centrálního Peru po centrální Argentinu. V Česku je uměle chová např. Zoo Plzeň, Zoo Olomouc či Zoo Tábor.

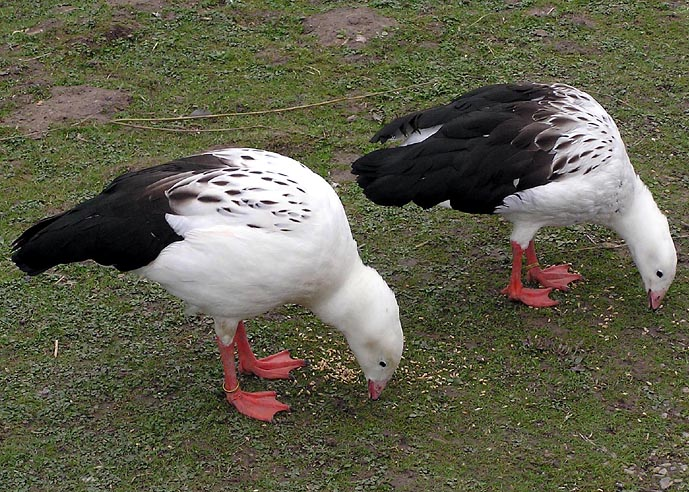
Husice při krmení.

## Chování a potrava
Husice andská je druhem, který se živí spásáním trávy, semeny nebo čerstvými vodními rostlinami. Husice obvykle žijí v párech nebo menších rodinných seskupeních. Nehnízdící ptáci zůstávají v hejnech po celý rok, zatímco hnízdící jedinci před hnízdící sezonou hejna opouštějí.
Během hnízdění brání samec silně a poměrně agresivně své teritorium a hnízdo, a to s roztaženými křídly a nataženým krkem. Samice brání pouze samotné hnízdo. Husice andské nejsou dobrými plavci, do vody se uchylují pouze v případě nebezpečí a také s mláďaty a to ihned po jejich vylíhnutí.

## Rozmnožování
Hnízdění začíná v listopadu. Hnízdo si staví v mělkých prohlubních v blízkosti vody. Samotné hnízdo je vyrobeno z rostlinného materiálu. Někdy hnízdí husice andské také ve skalních štěrbinách. Samice klade 5 – 10 vajec. Inkubace trvá asi měsíc, vejce zahřívá samice, zatímco samec se pohybuje v blízkosti hnízda. Po vylíhnutí jsou mláďata opeřena do bíla s třemi načernalými pruhy na zádi. Jakmile se vylíhnou, přemisťuje se celá rodina na vodu, kde zůstane až do jejich 3 měsíců. Pár spolu zůstává po celý život. Husice jsou monogamní.